# لي كاسكيارو
لي كاسكيارو (بالإنجليزية: Lee Casciaro)‏ (29 سبتمبر 1981 المملكة المتحدة - ) هو لاعب كرة قدم بريطاني، يلعب كمهاجم.

## روابط خارجية
- لي كاسيارو على موقع الاتحاد الدولي (مؤرشف)  (الإنجليزية)
- لي كاسيارو على موقع الاتحاد الأوربي (الإنجليزية)
- لي كاسيارو على موقع قاعدة بيانات كرة القدم.إي يو (الإنجليزية)
- لي كاسيارو على موقع ليكيب (الفرنسية)
- لي كاسيارو على موقع ناشيونال فوتبول تيمز (الإنجليزية)
- لي كاسيارو على موقع Soccerway.com (الإنجليزية)
- لي كاسيارو على موقع عالم كرة القدم.نت (الإنجليزية)